# The Martian War
The Martian War: A Thrilling Eyewitness Account of the Recent Invasion As Reported by Mr. H.G. Wells este un roman științifico-fantastic din 2006 scris de Kevin J. Anderson (sub pseudonimul Gabriel Mesta). Această carte este o repovestire a romanului Războiul lumilor de H.G. Wells, similar cu o lucrare anterioară a lui Anderson, War of the Worlds: Global Dispatches. Romanul relatează invazia marțiană dintr-o mulțime de puncte de vedere, și prezintă aspecte din alte lucrări ale lui H.G. Wells.